# Houston (Delaware)
Pour les articles homonymes, voir Houston (homonymie).
La ville de Houston est située dans le comté de Kent, dans l’État du Delaware, aux États-Unis. Lors du recensement de 2010, elle comptait 374 habitants.

## Démographie
| 1930 | 1940 | 1950 | 1960 | 1970 | 1980 |
| ---- | ---- | ---- | ---- | ---- | ---- |
| 254  | 296  | 332  | 421  | 317  | 357  |

| 1990 | 2000 | 2010 | - | - | - |
| ---- | ---- | ---- | - | - | - |
| 487  | 430  | 374  | - | - | - |

## Source
- (en) Cet article est partiellement ou en totalité issu de l’article de Wikipédia en anglais intitulé « Houston, Delaware » (voir la liste des auteurs).